# Ljubanje
Ljubanje (Servisch cyrillisch Љубање) is een plaats in de Servische gemeente Užice. De plaats telt 708 inwoners (2002).